# Janusz Jaśkiewicz
Janusz Grzegorz Jaśkiewicz (ur. 1951) – polski lekarz, specjalista w zakresie chirurgii ogólnej i onkologicznej, profesor nauk medycznych, kierownik Katedry i Kliniki Chirurgii Onkologicznej Gdańskiego Uniwersytetu Medycznego.

## Życiorys
Stopień doktora habilitowanego uzyskał w 1996 na podstawie dorobku naukowego i rozprawy zatytułowanej Wyniki leczenia chorych na raka płaskonabłonkowego piersiowego odcinka przełyku. Specjalizuje się zawodowo w zakresie chirurgii ogólnej, plastycznej i onkologicznej.
Związany z macierzystą uczelnią, przekształconą w Gdański Uniwersytet Medyczny. W 2011 uzyskał tytuł profesora nauk medycznych. Wojewódzki konsultant z zakresu chirurgii onkologicznej. Przez sześć lat kierował kliniką Chirurgii Plastycznej Gdańskiego Uniwersytetu Medycznego, od 2009 kierownik Kliniki Chirurgii Onkologicznej w GUMed.
Dyrektor Wojewódzkiego Ośrodka Koordynacyjnego prof. Jaśkiewicz popularyzuje profilaktykę antynowotworową m.in. za sprawą Populacyjnego Programu Wczesnego Wykrywania Raka Piersi. Od 20 lat jest aktywnym członkiem Europejskiej Organizacji ds. Badań nad Leczeniem Nowotworów, autorem lub współautorem wielu badań klinicznych. Pełnił funkcję prezesa Polskiego Towarzystwa Chirurgii Onkologicznej i wiceprezesa Polskiego Towarzystwa Onkologicznego. Jego dorobek naukowy obejmuje ponad 150 pozycji. Organizował kilkadziesiąt międzynarodowych konferencji naukowych.
W maju 2010 roku Janusz Jaśkiewicz przeprowadził w gdańskiej klinice Swissmed pierwszą w Polsce operację rekonstrukcji piersi z wykorzystaniem komórek macierzystych u pacjentki po amputacji z powodu nowotworu. Nowatorska operacja polegała na autoprzeszczepie pobranych z biodra komórek macierzystych, wyhodowaniu z nich tkanki i wszczepieniu w miejsce powstałe po amputacji piersi, gdzie stają się one bazą do dalszej rekonstrukcji piersi.

## Odznaczenia
- Złoty Krzyż Zasługi (2005)[6]